# يو إف سي ليلة القتال: نوغيرا ضد نيلسون
يو إف سي ليلة القتال: نوغيرا ضد نيلسون (بالإنجليزية: UFC Fight Night: Nogueira vs. Nelson)‏ هو حدث لفنون القتال المختلطة نظمته يو إف سي، أُقيم في 11 أبريل 2014، على دو أرينا في أبو ظبي، الإمارات العربية المتحدة.